# Leen Seegers

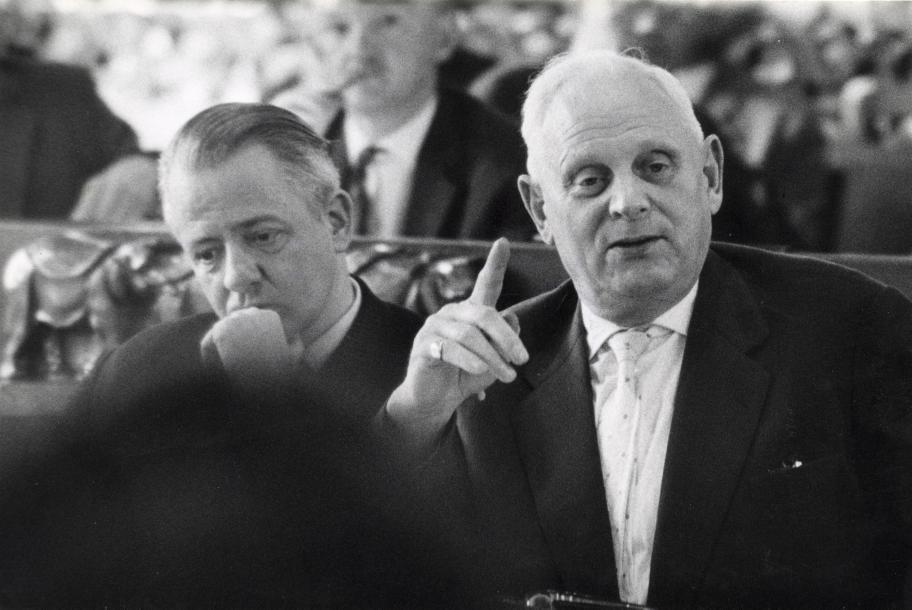
Leen Seegers (rechts) tijdens een gemeenteraadszitting over de IJ-tunnel, juli 1960.

Leendert (Leen) Seegers (Amsterdam, 19 mei 1891 – aldaar, 18 mei 1970) was een Nederlands politicus, lid van de CPN en wethouder en gemeenteraadslid van Amsterdam.

## Levensloop
Leen Seegers werd geboren als oudste zoon van Leendert Jacobus Seegers en Neeltje Vervoorn. Zijn vader was los werkman op de aardappelmarkt. In 1914 huwde hij met Helena Margaretha Budde. Uit dit huwelijk werden vier kinderen geboren. Tijdens de Tweede Wereldoorlog werden zijn echtgenote en hun oudste zoon Leendert Jacobus opgepakt, toen ze illegaal drukwerk naar Duitsland transporteerden. Helena Seegers-Budde stierf in oktober 1940 in een Hamburgse gevangenis. Zoon Leendert verbleef in verscheidene concentratiekampen en overleed uiteindelijk in het concentratiekamp Majdanek in Oost-Polen in maart 1944, enkele maanden voordat het kamp door de Russische troepen zou worden bevrijd. In april 1941 werd Seegers in Amsterdam gearresteerd en naar concentratiekamp Amersfoort overgebracht. Na Amersfoort kwam hij in Buchenwald terecht; dat kamp overleefde hij. In 1946 hertrouwde hij met Christina Maria Fronenbroek.
Seegers werd in 1927 voor de CPH gekozen tot lid van de Amsterdamse gemeenteraad. Hij bleef raadslid tot 1940. Van 1931 tot 1940 was hij daarnaast lid van de Provinciale Staten van Noord-Holland. Direct na de oorlog werd hij lid van de (tijdelijke) gemeenteraad en wethouder van Amsterdam. Hij was de eerste communistische wethouder van Nederland. In 1946 kreeg hij in het college van B&W gezelschap van de communist Ben Polak. Hun wethouderschap duurde maar kort, in september 1948 werden zij na de communistische omwenteling in Praag afgezet. Seegers bleef lid van de gemeenteraad tot mei 1967. Van 1956 tot 1960 zat hij daarnaast voor de CPN in de Eerste Kamer.
Gedurende de jaren vijftig en zestig toonde ‘ome Leen’ zoals hij in de Amsterdamse gemeentepolitiek werd genoemd, zich een behartiger van de belangen van het gemeentepersoneel. Toen hij in 1967 veertig jaar raadslid was, kreeg hij de gouden medaille van de stad Amsterdam met de tekst: 'Amsterdam aan L. Seegers voor veertig jaar raadswerk ten behoeve van de stad en haar burgerij'. Kort daarna trok hij zich terug uit de politiek en het openbare leven. Hij overleed in 1970.
- Biografisch Portaal: 02082646
- Library of Congress Control Number: no2015165899
- Parlement.com: vg09ll8aejvg
- Virtual International Authority File: 229145542618896640677
- WorldCat: E39PBJxhq3q6cg8fBD83MtyDbd